# Kinematik
| \| \| \| \| \| Mechanik \| \| \| \| \| \| \| \| \| \| \| \| \| \| \| \| \| \| \| \| \| \| \| \| \| \| \| \| \| \| \| \| \| \| \| \| \| \| \| \| \| \| \| \| \| \| \| \| \| \| \| \| \| \| \| \| \| \| \| \| \| \| \| \| \| \| \| \| \| \| \| \| \| \| \| \| \| \| \| \| \| \| \| \| \| \| \| \| \| Kinematik Bewegungsgesetze ohne Kräfte \| Kinematik Bewegungsgesetze ohne Kräfte \| Kinematik Bewegungsgesetze ohne Kräfte \| Kinematik Bewegungsgesetze ohne Kräfte \| Kinematik Bewegungsgesetze ohne Kräfte \| Kinematik Bewegungsgesetze ohne Kräfte \| \| \| Dynamik Wirkung von Kräften \| Dynamik Wirkung von Kräften \| Dynamik Wirkung von Kräften \| Dynamik Wirkung von Kräften \| Dynamik Wirkung von Kräften \| Dynamik Wirkung von Kräften \| \| \| \| \| \| \| \| \| \| \| \| \| \| \| \| \| \| Kinematik Bewegungsgesetze ohne Kräfte \| Kinematik Bewegungsgesetze ohne Kräfte \| Kinematik Bewegungsgesetze ohne Kräfte \| Kinematik Bewegungsgesetze ohne Kräfte \| Kinematik Bewegungsgesetze ohne Kräfte \| Kinematik Bewegungsgesetze ohne Kräfte \| \| \| Dynamik Wirkung von Kräften \| Dynamik Wirkung von Kräften \| Dynamik Wirkung von Kräften \| Dynamik Wirkung von Kräften \| Dynamik Wirkung von Kräften \| Dynamik Wirkung von Kräften \| \| \| \| \| \| \| \| \| \| \| \| \| \| \| \| \| \| \| \| \| \| \| \| \| \| \| \| \| \| \| \| \| \| \| \| \| \| \| \| \| \| \| \| \| \| \| \| \| \| \| \| \| Statik Kräfte im Gleichgewicht ruhender Körper \| Statik Kräfte im Gleichgewicht ruhender Körper \| Statik Kräfte im Gleichgewicht ruhender Körper \| Statik Kräfte im Gleichgewicht ruhender Körper \| Statik Kräfte im Gleichgewicht ruhender Körper \| Statik Kräfte im Gleichgewicht ruhender Körper \| \| \| Kinetik Kräfte verändern den Bewegungszustand \| Kinetik Kräfte verändern den Bewegungszustand \| Kinetik Kräfte verändern den Bewegungszustand \| Kinetik Kräfte verändern den Bewegungszustand \| Kinetik Kräfte verändern den Bewegungszustand \| Kinetik Kräfte verändern den Bewegungszustand \| \| \| \| \| \| \| \| \| \| \| \| \| |                                        |                                        |                                        |                                                |                                                |                                                |                                                |                                                |                                                |                             |                             |                                               |                                               |                                               |                                               |                                               |                                               |  |  |  |  |  |  |  |  |  |  |  |  |
| |                                        |                                        |                                        | Mechanik                                       |                                                |                                                |                                                |                                                |                                                |                             |                             |                                               |                                               |                                               |                                               |                                               |                                               |  |  |  |  |  |  |  |  |  |  |  |  |
| |                                        |                                        |                                        |                                                |                                                |                                                |                                                |                                                |                                                |                             |                             |                                               |                                               |                                               |                                               |                                               |                                               |  |  |  |  |  |  |  |  |  |  |  |  |
| |                                        |                                        |                                        |                                                |                                                |                                                |                                                |                                                |                                                |                             |                             |                                               |                                               |                                               |                                               |                                               |                                               |  |  |  |  |  |  |  |  |  |  |  |  |
| Kinematik Bewegungsgesetze ohne Kräfte | Kinematik Bewegungsgesetze ohne Kräfte | Kinematik Bewegungsgesetze ohne Kräfte | Kinematik Bewegungsgesetze ohne Kräfte | Kinematik Bewegungsgesetze ohne Kräfte         | Kinematik Bewegungsgesetze ohne Kräfte         |                                                |                                                | Dynamik Wirkung von Kräften                    | Dynamik Wirkung von Kräften                    | Dynamik Wirkung von Kräften | Dynamik Wirkung von Kräften | Dynamik Wirkung von Kräften                   | Dynamik Wirkung von Kräften                   |                                               |                                               |                                               |                                               |  |  |  |  |  |  |  |  |  |  |  |  |
| Kinematik Bewegungsgesetze ohne Kräfte | Kinematik Bewegungsgesetze ohne Kräfte | Kinematik Bewegungsgesetze ohne Kräfte | Kinematik Bewegungsgesetze ohne Kräfte | Kinematik Bewegungsgesetze ohne Kräfte         | Kinematik Bewegungsgesetze ohne Kräfte         |                                                |                                                | Dynamik Wirkung von Kräften                    | Dynamik Wirkung von Kräften                    | Dynamik Wirkung von Kräften | Dynamik Wirkung von Kräften | Dynamik Wirkung von Kräften                   | Dynamik Wirkung von Kräften                   |                                               |                                               |                                               |                                               |  |  |  |  |  |  |  |  |  |  |  |  |
| |                                        |                                        |                                        |                                                |                                                |                                                |                                                |                                                |                                                |                             |                             |                                               |                                               |                                               |                                               |                                               |                                               |  |  |  |  |  |  |  |  |  |  |  |  |
| |                                        |                                        |                                        | Statik Kräfte im Gleichgewicht ruhender Körper | Statik Kräfte im Gleichgewicht ruhender Körper | Statik Kräfte im Gleichgewicht ruhender Körper | Statik Kräfte im Gleichgewicht ruhender Körper | Statik Kräfte im Gleichgewicht ruhender Körper | Statik Kräfte im Gleichgewicht ruhender Körper |                             |                             | Kinetik Kräfte verändern den Bewegungszustand | Kinetik Kräfte verändern den Bewegungszustand | Kinetik Kräfte verändern den Bewegungszustand | Kinetik Kräfte verändern den Bewegungszustand | Kinetik Kräfte verändern den Bewegungszustand | Kinetik Kräfte verändern den Bewegungszustand |  |  |  |  |  |  |  |  |  |  |  |  |

| \| \| \| \| \| \| \| \| \| Technische Mechanik \| \| \| \| \| \| \| \| \| \| \| \| \| \| \| \| \| \| \| \| \| \| \| \| \| \| \| \| \| \| \| \| \| \| \| \| \| \| \| \| \| \| \| \| \| \| \| \| \| \| \| \| \| \| \| \| \| \| \| \| \| \| \| \| \| \| \| \| \| \| \| \| \| \| \| \| \| \| \| \| \| \| \| \| \| \| \| \| \| \| \| \| \| \| \| \| \| \| \| \| \| \| \| \| \| \| \| \| \| \| \| \| \| \| \| Statik \| Statik \| Statik \| Statik \| Statik \| Statik \| \| \| Dynamik \| Dynamik \| Dynamik \| Dynamik \| Dynamik \| Dynamik \| \| \| Festigkeitslehre \| Festigkeitslehre \| Festigkeitslehre \| Festigkeitslehre \| Festigkeitslehre \| Festigkeitslehre \| \| \| \| \| \| \| \| \| \| \| \| \| \| \| \| \| \| \| \| Statik \| Statik \| Statik \| Statik \| Statik \| Statik \| \| \| Dynamik \| Dynamik \| Dynamik \| Dynamik \| Dynamik \| Dynamik \| \| \| Festigkeitslehre \| Festigkeitslehre \| Festigkeitslehre \| Festigkeitslehre \| Festigkeitslehre \| Festigkeitslehre \| \| \| \| \| \| \| \| \| \| \| \| \| \| \| \| \| \| \| \| \| \| \| \| \| \| \| \| \| \| \| \| \| \| \| \| \| \| \| \| \| \| \| \| \| \| \| \| \| \| \| \| \| \| \| \| \| \| \| \| \| \| \| \| \| Kinematik \| Kinematik \| Kinematik \| Kinematik \| Kinematik \| Kinematik \| \| \| Kinetik \| Kinetik \| Kinetik \| Kinetik \| Kinetik \| Kinetik \| \| \| \| \| \| \| \| \| \| \| \| \| \| \| \| \| \| \| \| \| \| \| |        |        |        |           |           |           |           |                     |           |         |         |         |         |         |         |                  |                  |                  |                  |                  |                  |  |  |  |  |  |  |  |  |  |  |  |  |  |  |  |  |  |  |
| |        |        |        |           |           |           |           | Technische Mechanik |           |         |         |         |         |         |         |                  |                  |                  |                  |                  |                  |  |  |  |  |  |  |  |  |  |  |  |  |  |  |  |  |  |  |
| |        |        |        |           |           |           |           |                     |           |         |         |         |         |         |         |                  |                  |                  |                  |                  |                  |  |  |  |  |  |  |  |  |  |  |  |  |  |  |  |  |  |  |
| |        |        |        |           |           |           |           |                     |           |         |         |         |         |         |         |                  |                  |                  |                  |                  |                  |  |  |  |  |  |  |  |  |  |  |  |  |  |  |  |  |  |  |
| Statik | Statik | Statik | Statik | Statik    | Statik    |           |           | Dynamik             | Dynamik   | Dynamik | Dynamik | Dynamik | Dynamik |         |         | Festigkeitslehre | Festigkeitslehre | Festigkeitslehre | Festigkeitslehre | Festigkeitslehre | Festigkeitslehre |  |  |  |  |  |  |  |  |  |  |  |  |  |  |  |  |  |  |
| Statik | Statik | Statik | Statik | Statik    | Statik    |           |           | Dynamik             | Dynamik   | Dynamik | Dynamik | Dynamik | Dynamik |         |         | Festigkeitslehre | Festigkeitslehre | Festigkeitslehre | Festigkeitslehre | Festigkeitslehre | Festigkeitslehre |  |  |  |  |  |  |  |  |  |  |  |  |  |  |  |  |  |  |
| |        |        |        |           |           |           |           |                     |           |         |         |         |         |         |         |                  |                  |                  |                  |                  |                  |  |  |  |  |  |  |  |  |  |  |  |  |  |  |  |  |  |  |
| |        |        |        | Kinematik | Kinematik | Kinematik | Kinematik | Kinematik           | Kinematik |         |         | Kinetik | Kinetik | Kinetik | Kinetik | Kinetik          | Kinetik          |                  |                  |                  |                  |  |  |  |  |  |  |  |  |  |  |  |  |  |  |  |  |  |  |

Die Kinematik (altgriechisch κίνημα kinema, deutsch ‚Bewegung‘) ist das Gebiet der Mechanik, in dem die Bewegung von Körpern rein geometrisch mit den Größen Ort, Zeit, Geschwindigkeit und Beschleunigung beschrieben wird. Unberücksichtigt bleiben die Kraft, die Masse der Körper und alle davon abgeleiteten Größen wie Impuls oder Energie. Es wird somit nur beschrieben, wie sich ein Körper bewegt, weshalb Kinematik auch als Bewegungslehre bezeichnet wird. Warum sich ein Körper bewegt, nämlich unter dem Einfluss von Kräften, ist Gegenstand der Kinetik.
Die Kinetik selbst ist ein Teilgebiet der Dynamik, die in der im Fachbereich Physik gebrauchten Strukturierung der Mechanik neben der Kinematik eingereiht ist. In der im Fachgebiet Technische Mechanik benutzten Strukturierung wird die Kinematik wie die Kinetik auch als Teilgebiet der Dynamik aufgefasst. Kinematik und Kinetik stehen dort gemeinsam auf der untersten Stufe.
Den Begriff der Kinematik prägte 1834 André-Marie Ampère.

## Bezugssysteme und Koordinatensysteme
Bezugssysteme bilden den physikalischen Rahmen, in dem eine Bewegung beschrieben wird. Koordinatensysteme sind mathematische Instrumente zu deren Beschreibung; sie finden aber auch außerhalb der Physik Anwendung. Die Lösung konkreter Problemstellungen beginnt in der Mechanik immer mit der Festlegung eines Bezugs- und Koordinatensystems.

### Bezugssysteme
Die Größen Ort, Geschwindigkeit und Beschleunigung hängen von der Wahl des Bezugssystems ab.
- Ein Beobachter an einem Bahnsteig nimmt einen einfahrenden Zug als bewegt wahr. Für einen Fahrgast des Zuges befindet sich der Zug jedoch in Ruhe.
- Von der Erde aus beobachtet scheint die Sonne um die unbewegte Erde zu kreisen. Vom Weltraum aus betrachtet ruht die Sonne, und die Erde bewegt sich.

Die Beschreibung von Bewegungen ist grundsätzlich in allen Bezugssystemen möglich, die Beschreibung unterscheidet sich aber je nach Bezugssystem. Die Planetenbewegung ist beispielsweise mit einer ruhenden Sonne deutlich einfacher zu beschreiben.
Es wird unterschieden zwischen Ruhesystemen, bewegten und beschleunigten Bezugssystemen, wobei die beschleunigten ein Spezialfall der bewegten Bezugssysteme sind. Besondere Bedeutung haben die Inertialsysteme. Dies sind Bezugssysteme, die entweder ruhen oder sich mit konstanter Geschwindigkeit geradlinig bewegen (keine Rotation und keine Beschleunigung), weil in Inertialsystemen das erste Newtonsche Gesetz gilt: Ein kräftefreier Körper bewegt sich dann mit konstanter Geschwindigkeit oder bleibt in Ruhe. In beschleunigten Bezugssystemen treten dagegen Scheinkräfte auf. Die Erde dreht sich um ihre eigene Achse und um die Sonne; sie bildet also kein Inertialsystem. Für die meisten praktischen Fragestellungen kann die Erde jedoch in guter Näherung als ruhend angesehen werden.
Im Rahmen der Klassischen Mechanik wird davon ausgegangen, dass jedem Körper zu jedem Zeitpunkt ein Ort zugewiesen werden kann. Im Rahmen der Quantenmechanik ist dies nicht mehr möglich. Dort können nur noch Aufenthaltswahrscheinlichkeiten angegeben werden. Außerdem wird in der Klassischen Mechanik davon ausgegangen, dass Körper eine beliebig hohe Geschwindigkeit erreichen können und dass die Zeit an jedem Ort unabhängig von der Bewegung gleich schnell vergeht. Beides ist in der Relativitätstheorie nicht erfüllt.

### Koordinatensysteme

Polarkoordinaten

Koordinatensysteme dienen zur mathematischen Beschreibung der Bezugssysteme. Meistens wird ein kartesisches Koordinatensystem genutzt, das aus Achsen besteht, die senkrecht aufeinander stehen. Besonders geeignet ist es zur Beschreibung geradliniger Bewegungen. Für Drehbewegungen in einer Ebene sind Polarkoordinaten gut geeignet, vor allem wenn der Ursprung der Mittelpunkt der Drehbewegung ist. Im dreidimensionalen Raum werden Zylinderkoordinaten oder Kugelkoordinaten genutzt. Wenn die Bewegung eines Fahrzeuges aus Sicht des Fahrers beschrieben werden soll, wird das begleitende Dreibein (natürliche Koordinaten) genutzt. Die verschiedenen Koordinatensysteme lassen sich umrechnen mit der Koordinatentransformation. Ein bestimmtes Bezugssystem kann also durch verschiedene Koordinatensysteme beschrieben werden.

## Ort, Geschwindigkeit, Beschleunigung und Ruck
Ort, Geschwindigkeit und Beschleunigung sind die drei zentralen Größen der Kinematik. Sie sind über die Zeit miteinander verbunden: Eine zeitliche Änderung des Ortes ist die Geschwindigkeit und eine zeitliche Änderung der Geschwindigkeit ist die Beschleunigung. Die Begriffe Geschwindigkeit und Beschleunigung beziehen sich zu jedem Zeitpunkt auf eine gerade Richtung, diese Richtung kann sich aber ständig ändern. Für Drehbewegungen gibt es stattdessen den Drehwinkel, die Winkelgeschwindigkeit und die Winkelbeschleunigung. Alle diese Größen sind Vektoren. Sie haben nicht nur einen Betrag, sondern auch eine Richtung.

### Ort
Für den Ort eines punktförmigen Körpers sind zahlreiche Notationen gebräuchlich: Allgemein gebräuchlich ist {\displaystyle {\vec {r}}} für den Ortsvektor. Dieser zeigt vom Koordinatenursprung zum Punkt im Koordinatensystem an dem sich der Körper befindet. Bei kartesischen Koordinaten ist auch {\displaystyle x} üblich, manchmal steht {\displaystyle x} nur für die X-Komponente des Ortsvektors. Wenn die Bahnkurve des Punktes bekannt ist, dann wird der Ort auch durch den zurückgelegten Weg {\displaystyle s} entlang der Bahnkurve angegeben. Bei verallgemeinerten Koordinaten ist {\displaystyle q} gebräuchlich. Da sich der Ort eines Punktes mit der Zeit {\displaystyle t} ändert, wird auch {\displaystyle {\vec {r}}(t),x(t),s(t)} oder {\displaystyle {\vec {q}}(t)} verwendet.
In diesen Notationen ist sorgfältig darauf zu achten, ob beispielsweise mit {\displaystyle {\vec {r}}} der Ort oder das Teilchen, das sich bei {\displaystyle {\vec {r}}} befindet, gemeint ist. Möglich ist hier, den betrachteten Gegenstand im Index anzugeben, wie in {\displaystyle {\vec {r}}_{O}} für den Ursprung eines Bezugssystems mit Ursprung in {\displaystyle O} und {\displaystyle {\vec {r}}_{P}} den Ortsvektor eines Teilchens {\displaystyle P} in diesem Bezugssystem, siehe #Kinematik des starren Körpers. In der Kontinuumsmechanik wird stattdessen die Bewegung oder Bewegungsfunktion {\displaystyle {\vec {r}}={\vec {\chi }}(P,t)} eines Teilchens {\displaystyle P} benutzt, um zwischen dem Ort {\displaystyle {\vec {r}}} und dem Teilchen {\displaystyle P} zu unterscheiden.
Die Bewegung ordnet dem Teilchen zu jedem Zeitpunkt einen Ort zu und verkörpert sein Weg-Zeit-Gesetz. In kartesischen Koordinaten kann dieses mit obiger Einschränkung kurz durch die skalaren Funktionen {\displaystyle x(t)}, {\displaystyle y(t)} und {\displaystyle z(t)} dargestellt werden, die zu jedem Zeitpunkt die Komponenten des Ortsvektors des betrachteten Teilchens {\displaystyle P} bilden:
{\displaystyle t\mapsto {\vec {r}}(t)={\begin{pmatrix}\chi _{x}(P,t)\\\chi _{y}(P,t)\\\chi _{z}(P,t)\end{pmatrix}}={\begin{pmatrix}x(t)\\y(t)\\z(t)\end{pmatrix}}=x(t)\cdot {\vec {e}}_{x}+y(t)\cdot {\vec {e}}_{y}+z(t)\cdot {\vec {e}}_{z}}
wobei die Einheitsvektoren {\displaystyle \{{\vec {e}}_{x},{\vec {e}}_{y},{\vec {e}}_{z}\}} die Standardbasis des kartesischen Koordinatensystems darstellen. Im Folgenden wird letztere Kurznotation benutzt.

### Geschwindigkeit
Die zeitliche Änderung des Ortes ist die Geschwindigkeit {\displaystyle v}. Wenn sich der Ort eines Körpers während eines Zeitraumes {\displaystyle \Delta t} um den Weg {\displaystyle \Delta s} ändert, dann hat er während dieses Zeitraumes die mittlere Geschwindigkeit
{\displaystyle v={\frac {\Delta s}{\Delta t}}}.
Die Geschwindigkeit {\displaystyle {\vec {v}}(t)} zu jedem beliebigen Zeitpunkt, die Momentangeschwindigkeit, ergibt sich aus der infinitesimal kleinen Änderung {\displaystyle \mathrm {d} {\vec {r}}} des Ortsvektors während des infinitesimal kleinen Zeitraumes {\displaystyle \mathrm {d} t}:
{\displaystyle {\vec {v}}(t)=\lim _{\Delta t\to 0}{\frac {{\vec {r}}(t+\Delta t)-{\vec {r}}(t)}{\Delta t}}={\frac {\mathrm {d} {\vec {r}}(t)}{\mathrm {d} t}}={\dot {\vec {r}}}(t)}.
Die Geschwindigkeit ist also die Ableitung des Ortes nach der Zeit und wird mit einem Punkt über dem Ortsvektor gekennzeichnet. In kartesischen Koordinaten hat der Geschwindigkeitsvektor die Komponenten {\displaystyle v_{x}}, {\displaystyle v_{y}} und {\displaystyle v_{z}}, die den zeitlichen Ableitungen der Ortskoordinaten {\displaystyle x}, {\displaystyle y} und {\displaystyle z} entsprechen:
{\displaystyle {\vec {v}}(t)=\left({\begin{array}{c}v_{x}(t)\\v_{y}(t)\\v_{z}(t)\end{array}}\right)=\left({\begin{array}{c}{\frac {\mathrm {d} x}{\mathrm {d} t}}(t)\\{\frac {\mathrm {d} y}{\mathrm {d} t}}(t)\\{\frac {\mathrm {d} z}{\mathrm {d} t}}(t)\end{array}}\right)=\left({\begin{array}{c}{\dot {x}}(t)\\{\dot {y}}(t)\\{\dot {z}}(t)\end{array}}\right)}
Der Geschwindigkeitsvektor {\displaystyle {\vec {v}}=|{\vec {v}}|\cdot {\vec {e}}_{\parallel }} setzt sich zusammen aus seinem Betrag {\displaystyle |{\vec {v}}|={\sqrt {v_{x}^{2}+v_{y}^{2}+v_{z}^{2}}}} und dem normierten Richtungsvektor {\displaystyle {\vec {e}}_{\parallel }}. Dieser Richtungsvektor stellt dabei einen momentanen Tangentialvektor zur Bahnkurve {\displaystyle {\vec {r}}(t)} des Teilchens dar.

### Beschleunigung
Die zeitliche Änderung der Geschwindigkeit ist die Beschleunigung {\displaystyle a}. Wenn sich die Geschwindigkeit eines Körpers während eines Zeitraumes {\displaystyle \Delta t} um den Wert {\displaystyle \Delta v} ändert, dann hat er die mittlere Beschleunigung
{\displaystyle a={\frac {\Delta v}{\Delta t}}}
Die Beschleunigung {\displaystyle {\vec {a}}(t)} zu jedem beliebigen Zeitpunkt ergibt sich aus der infinitesimal kleinen Änderung {\displaystyle \mathrm {d} {\vec {v}}} des Geschwindigkeitsvektors während des infinitesimal kleinen Zeitraumes {\displaystyle \mathrm {d} t}:
{\displaystyle {\vec {a}}(t)=\lim _{\Delta t\to 0}{\frac {{\vec {v}}(t+\Delta t)-{\vec {v}}(t)}{\Delta t}}={\frac {\mathrm {d} {\vec {v}}(t)}{\mathrm {d} t}}={\dot {\vec {v}}}(t)={\ddot {\vec {r}}}(t)}.
Die Beschleunigung ist also die erste Ableitung der Geschwindigkeit nach der Zeit und wird mit einem Punkt über dem Geschwindigkeitsvektor gekennzeichnet, sowie die zweite Ableitung des Ortes nach der Zeit und wird mit zwei Punkten über dem Ortsvektor gekennzeichnet. In kartesischen Koordinaten wird die Beschleunigung durch ihre Komponenten {\displaystyle a_{x}(t)}, {\displaystyle a_{y}(t)} und {\displaystyle a_{z}(t)} dargestellt, die sich als zweite Zeitableitung der Ortskomponenten {\displaystyle x(t)}, {\displaystyle y(t)} und {\displaystyle z(t)} ergeben:
{\displaystyle {\vec {a}}(t)=\left({\begin{array}{c}a_{x}(t)\\a_{y}(t)\\a_{z}(t)\end{array}}\right)=\left({\begin{array}{c}{\frac {\mathrm {d} ^{2}x}{\mathrm {d} t^{2}}}(t)\\{\frac {\mathrm {d} ^{2}y}{\mathrm {d} t^{2}}}(t)\\{\frac {\mathrm {d} ^{2}z}{\mathrm {d} t^{2}}}(t)\end{array}}\right)=\left({\begin{array}{c}{\ddot {x}}(t)\\{\ddot {y}}(t)\\{\ddot {z}}(t)\end{array}}\right)}
Der Beschleunigungsvektor {\displaystyle {\vec {a}}={\vec {a}}_{\parallel }+{\vec {a}}_{\perp }} kann in zwei Komponenten aufgetrennt werden, die jeweils tangential und normal zur Bahnkurve gerichtet sind. Die Tangentialbeschleunigung {\displaystyle {\vec {a}}_{\parallel }} beschreibt dabei die zeitliche Änderung der Geschwindigkeitsbetrages {\displaystyle |{\vec {v}}|} und bildet eine Tangente zur Bahnkurve:
{\displaystyle {\vec {a}}_{\parallel }={\frac {\mathrm {d} |{\vec {v}}|}{\mathrm {d} t}}\cdot {\vec {e}}_{\parallel }}
Die Normalbeschleunigung {\displaystyle {\vec {a}}_{\perp }} hingegen beschreibt die zeitliche Änderung der Geschwindigkeitsrichtung {\displaystyle {\vec {e}}_{\parallel }} und liefert ein Maß für die Krümmung der Bahnkurve:
{\displaystyle {\vec {a}}_{\perp }=|{\vec {v}}|\cdot {\frac {\mathrm {d} {\vec {e}}_{\parallel }}{\mathrm {d} t}}={\frac {|{\vec {v}}|^{2}}{R}}\cdot {\vec {e}}_{\perp }}
wobei {\displaystyle {\vec {e}}_{\perp }} ein normierter Normalenvektor der Bahnkurve ist und {\displaystyle R} den Krümmungsradius der Bahnkurve bezeichnet.

### Ruck
Die zeitliche Änderung der Beschleunigung ist der Ruck {\displaystyle j}. Wenn sich die Beschleunigung eines punktförmigen Körpers während eines Zeitraumes {\displaystyle \Delta t} um den Wert {\displaystyle \Delta a} ändert, dann hat er den mittleren Ruck
{\displaystyle j={\frac {\Delta a}{\Delta t}}}
Der Ruck {\displaystyle {\vec {j}}(t)} zu jedem beliebigen Zeitpunkt ergibt sich aus der infinitesimal kleinen Änderung {\displaystyle \mathrm {d} {\vec {a}}} des Beschleunigungsvektors während des infinitesimal kleinen Zeitraumes {\displaystyle \mathrm {d} t}:
{\displaystyle {\vec {j}}(t)=\lim _{\Delta t\to 0}{\frac {{\vec {a}}(t+\Delta t)-{\vec {a}}(t)}{\Delta t}}={\frac {\mathrm {d} {\vec {a}}}{\mathrm {d} t}}={\dot {\vec {a}}}(t)={\ddot {\vec {v}}}(t)={\overset {...}{\vec {r}}}(t)}.
Der Ruck ist also die erste Ableitung der Beschleunigung nach der Zeit und wird mit zwei Punkten über dem Geschwindigkeitsvektor gekennzeichnet, sowie die dritte Ableitung des Ortes nach der Zeit und wird mit drei Punkten über dem Ortsvektor gekennzeichnet. In kartesischen Koordinaten wird der Ruck durch die Komponenten {\displaystyle j_{x}(t)}, {\displaystyle j_{y}(t)} und {\displaystyle j_{z}(t)} dargestellt:
{\displaystyle {\vec {j}}(t)=\left({\begin{array}{c}j_{x}(t)\\j_{y}(t)\\j_{z}(t)\end{array}}\right)=\left({\begin{array}{c}{\dot {a}}_{x}(t)\\{\dot {a}}_{y}(t)\\{\dot {a}}_{z}(t)\end{array}}\right)}
Nach dieser Definition, die hauptsächlich in der Physik benutzt wird, wäre eine gleichförmige Kreisbewegung eine Bewegung mit konstantem Ruck. Im allgemeinen Sprachgebrauch und bei Anwendungen in der Technik ist das aber eine ruckfreie Bewegung. Der Beschleunigungsvektor wird daher in ein körperfestes Koordinatensystem transformiert und die Ableitung in diesem System durchgeführt. Man erhält für den Ruck im körperfesten System:
{\displaystyle {\vec {j}}'(t)={\frac {\mathrm {d} '{\vec {a}}'}{\mathrm {d} t}}},
mit {\displaystyle {\vec {a}}'=(T_{K'}^{I})^{-1}\cdot {\vec {a}}} und {\displaystyle T_{K'}^{I}} der Transformationsmatrix vom körperfesten System ins Inertialsystem.
In dieser Definition ist z. B. der Querruck, der bei Schienenfahrzeugen eine große Rolle spielt, proportional zur Krümmungsänderung. Bei den verwendeten Trassierungselementen ist diese analytisch als Funktion des Wegs gegeben und kann für eine konkrete Geschwindigkeit in den Querruck umgerechnet werden.

## Bewegungsarten, Freiheitsgrad und Zwangsbedingungen
Bewegungen lassen sich nach zahlreichen Kriterien einteilen. Ein Sonderfall der Bewegung ist der Zustand der Ruhe mit Geschwindigkeit null. Grundlegend ist die Unterteilung in die
- Bewegung entlang einer Geraden, die auch Verschiebung oder Translation genannt wird und in die
- Drehung, Kreisbewegung oder Rotation.

Nach der Beschleunigung wird unterschieden zwischen
- Gleichförmige Bewegung (auch gleichförmige Drehbewegung) mit einer Beschleunigung {\displaystyle a=0} und einer konstanten Geschwindigkeit. Bei der Drehbewegung ist der Betrag der Geschwindigkeit konstant und der Vektor der Winkelgeschwindigkeit behält seine Richtung bei, während sich die Richtung ständig ändert.

Gleichmäßig beschleunigte Bewegung mit Anfangsgeschwindigkeit und Anfangsweg null. Im Diagramm links ist vertikal der Weg aufgetragen, im mittleren Diagram die Geschwindigkeit und im rechten Diagramm die Beschleunigung; jeweils als Funktion der Zeit.

- Die Gleichmäßig beschleunigte Bewegung mit einer konstanten Beschleunigung {\displaystyle a=konst.} Die Geschwindigkeit nimmt mit einer konstanten Rate zu. Bei negativer Beschleunigung nimmt sie ab. Dazu zählt der freie Fall bei dem konstant die Erdbeschleunigung wirkt. Der schräge Wurf ist eine Kombination aus gleichförmiger und gleichmäßig beschleunigter Bewegung: In senkrechter Richtung wirkt konstant die Erdbeschleunigung, während in waagrechter Richtung keine Beschleunigung wirkt (sofern der Luftwiderstand außer Acht gelassen wird).

Je nachdem ob der betrachtete Körper jeden beliebigen Ort erreichen kann oder nicht, wird unterschieden in die
- Freie Bewegung, bei der der Körper nicht eingeschränkt wird und sich frei bewegen kann, wie bei einem Flugzeug und die
- Gebundene Bewegung, bei der der Körper eingeschränkt ist durch sogenannte Zwangsbedingungen. Ein Zug kann sich nur entlang der Gleise bewegen.

Die Bewegungsmöglichkeiten eines Körpers werden als Freiheitsgrad bezeichnet. Ein punktförmiger Körper, der sich frei im dreidimensionalen Raum bewegen kann, hat drei Freiheitsgrade. Bewegt er sich in einer Ebene, hat er zwei Freiheitsgrade. Und bei der Bewegung entlang einer Kurve oder Geraden nur einen. Die eingeschränkten Freiheitsgrade werden als Bindung bezeichnet. Ein ausgedehnter, starrer Körper kann sich auch um körpereigene Achsen drehen, ohne dass sich sein Schwerpunkt ändert. Er hat drei weitere Freiheitsgrade, da in jeder Dimension eine Drehung möglich ist. Bei deformierbaren Körpern wie biegsamen Balken, Flüssigkeiten und Gasen gibt es unendlich viele Freiheitsgrade.

## Relativbewegung
Die Bewegung von Punkten wird häufig in beschleunigten Bezugssystemen beschrieben, die selbst gegenüber einem anderen System beschleunigt sind.
Um zwischen den Größen eines Objektes (Ort, Geschwindigkeit, Beschleunigung) in zwei Bezugssystemen zu unterscheiden, wird für die Größen im Basissystem die normale Notation verwendet und für das beschleunigte Bezugssystem jeweils der gleiche Buchstabe mit einem Apostroph (engl. prime). Letzteres wird dann auch als „gestrichenes Bezugssystem“ bezeichnet, und alle darauf bezogenen Größen erhalten zur sprachlichen Unterscheidung den Zusatz „Relativ-“.
|                                                          | Bedeutung                                 |
| -------------------------------------------------------- | ----------------------------------------- |
| {\displaystyle {\vec {r}}}                               | Position des Objektes in S (Basissystem). |
| {\displaystyle {\vec {r}}{\;'}}                          | Relativposition des Objektes in S'.       |
| {\displaystyle {\vec {v}}={\dot {\vec {r}}}}             | Geschwindigkeit des Objektes in S         |
| {\displaystyle {\vec {v}}{\;'}}                          | Relativgeschwindigkeit des Objektes in S' |
| {\displaystyle {\vec {a}}={\dot {\vec {v}}}}             | Beschleunigung des Objektes in S          |
| {\displaystyle {\vec {a}}{\;'}}                          | Relativbeschleunigung des Objektes in S'  |
| {\displaystyle {\vec {r}}_{O}}                           | Position des Ursprungs von S' in S        |
| {\displaystyle {\vec {v}}_{O}={\dot {\vec {r}}}_{O}}     | Geschwindigkeit des Ursprungs von S' in S |
| {\displaystyle {\vec {a}}_{O}={\dot {\vec {v}}}_{O}}     | Beschleunigung des Ursprungs von S' in S  |
| {\displaystyle {\vec {\omega }}}                         | Winkelgeschwindigkeit des Systems S' in S |
| {\displaystyle {\vec {\alpha }}={\dot {\vec {\omega }}}} | Winkelbeschleunigung des Systems S' in S  |

Bei der Ableitung eines Vektors, der in einem rotierenden Bezugssystem gegeben ist, muss die Winkelgeschwindigkeit {\displaystyle {\vec {\omega }}} und die Winkelbeschleunigung {\displaystyle {\dot {\vec {\omega }}}} des Bezugssystems berücksichtigt werden. Die kinematischen Beziehungen lauten:
|                 | kinematische Größen in S |
| --------------- | --- |
| Position        | {\displaystyle {\vec {r}}={\vec {r}}_{O}+{\vec {r}}{\;'}} |
| Geschwindigkeit | {\displaystyle {\vec {v}}={\frac {d{\vec {r}}}{dt}}={\vec {v}}_{O}+{\vec {\omega }}\times {\vec {r}}{\;'}+{\vec {v}}{\;'}} |
| Beschleunigung  | {\displaystyle {\vec {a}}={\frac {d{\vec {v}}}{dt}}={\vec {a}}_{O}+{\vec {\omega }}\times ({\vec {\omega }}\times {\vec {r}}{\;'})+{\dot {\vec {\omega }}}\times {\vec {r}}{\;'}+2\,{\vec {\omega }}\times {\vec {v}}{\;'}+{\vec {a}}{\;'}} |

Falls S ein Inertialsystem ist, kann die Absolutbeschleunigung in die Newtonsche Bewegungsgleichung eingesetzt werden:
{\displaystyle m{\vec {a}}={\vec {F}}}
Aufgelöst nach dem Term mit der Relativbeschleunigung {\displaystyle m{\vec {a}}{\;'}} erhält man die Bewegungsgleichung für die Relativbewegung.

## Kinematik des starren Körpers
Der Vektor {\displaystyle r_{P}} zum Punkt P eines starren Körpers ist in einem körperfesten Bezugssystem konstant. Die Bewegung dieses Punkts in einem Basissystem berechnet sich zu:
|                 | kinematische Größen in S |
| --------------- | --- |
| Position        | {\displaystyle {\vec {r}}={\vec {r}}_{O}+{\vec {r}}_{P}} |
| Geschwindigkeit | {\displaystyle {\vec {v}}={\frac {d{\vec {r}}}{dt}}={\vec {v}}_{O}+{\vec {\omega }}\times {\vec {r}}_{P}}                                                                       |
| Beschleunigung  | {\displaystyle {\vec {a}}={\frac {d{\vec {v}}}{dt}}={\vec {a}}_{O}+{\vec {\omega }}\times ({\vec {\omega }}\times {\vec {r}}_{P})+{\dot {\vec {\omega }}}\times {\vec {r}}_{P}} |

## Absolutkinematik
Die Bewegung starrer Körper, die durch Gelenke miteinander verbunden sind, ist die Grundlage zur Analyse von Mehrkörpersystemen. Hierzu werden Position, Geschwindigkeit und Beschleunigung des starren Körpers j relativ zum Körper i betrachtet. Die Relativbewegung kann durch die Gelenk-Koordinaten (verallgemeinerte Koordinaten) und deren Ableitungen ausgedrückt werden. Die Bewegungsgrößen des Körpers i im Inertialsystem werden als bekannt vorausgesetzt.
{\displaystyle {\vec {r}}_{j}={\vec {r}}_{i}+{\vec {r}}_{i,j}}
{\displaystyle {\vec {v}}_{j}={\vec {v}}_{i}+{\vec {\omega }}_{i}\times {{\vec {r}}_{i,j}}+{\vec {v}}_{i,j}}
{\displaystyle {\vec {a}}_{j}={\vec {a}}_{i}+{\vec {\omega }}_{i}\times ({\vec {\omega }}_{i}\times {\vec {r}}_{i,j})+2{\vec {\omega }}_{i}\times {\vec {v}}_{i,j}+{\vec {\alpha }}_{i}\times {\vec {r}}_{i,j}+{\vec {a}}_{i,j}}
{\displaystyle {\vec {\omega }}_{j}={\vec {\omega }}_{i}+{\vec {\omega }}_{i,j}}
{\displaystyle {\vec {\alpha }}_{j}={\vec {\alpha }}_{i}+{\vec {\omega }}_{i}\times {\vec {\omega }}_{i,j}+{\vec {\alpha }}_{i,j}}
Mit:
{\displaystyle {\vec {r}}_{i},{\vec {r}}_{j}}: Ortsvektoren zu den Körpern i, j
{\displaystyle {\vec {r}}_{i,j}}: Vektor vom Körper i zum Körper j
{\displaystyle {\vec {v}}_{i},{\vec {v}}_{j}}: Absolutgeschwindigkeiten der Körper i, j
{\displaystyle {\vec {a}}_{i},{\vec {a}}_{j}}: Absolutbeschleunigungen der Körper i, j
{\displaystyle {\vec {v}}_{i,j}}: Geschwindigkeit des Körpers j relativ zum Körper i
{\displaystyle {\vec {\omega }}_{i},{\vec {\omega }}_{j}}: absolute Winkelgeschwindigkeiten der Körper i, j
{\displaystyle {\vec {\omega }}_{i,j}}: Winkelgeschwindigkeit des Körpers j relativ zum Körper i
{\displaystyle {\vec {\alpha }}_{i},{\vec {\alpha }}_{j}}: absolute Winkelbeschleunigungen der Körper i, j
{\displaystyle {\vec {\alpha }}_{i,j}}: Winkelbeschleunigung des Körpers j relativ zum Körper i

## Anwendungen
Bei Mehrkörpersystemen ist die Untersuchung räumlicher Mechanismen Gegenstand der Kinematik. Diese Mechanismen sind häufig aus Gelenken und Verbindungen aufgebaut. Beispiele sind Roboter, kinematische Ketten und Radaufhängungen in der Automobilindustrie. Mit kinematischen Methoden (in der Robotik siehe Direkte Kinematik) wird die Anzahl der Freiheitsgrade ermittelt und Position, Geschwindigkeit und Beschleunigung aller Körper in Abhängigkeit der verallgemeinerten Koordinaten bestimmt. Die kinematische Analyse ist die Vorstufe zur Aufstellung der Bewegungsgleichungen z. B. nach dem d’Alembertschen Prinzip.